# 小桜会
小桜会（こざくらかい）は昭和初期の陸海軍内の秘密結社である。いわゆる皇道派の組織。

## 概要
陸軍士官学校の第26期から第28期の卒業生の尉官級を中心として結成された。ロンドン海軍軍縮条約等の外交問題や統帥権干犯問題が海軍のみならず、国軍全体の問題となり、少壮将校・現役軍人の一部が既成政党に憤激して「時局研究会」などを開催した。これが非常時に対する軍人の立場についての懇談・研究に進み、国家主義的な小桜会を形成するに至った。やがて機関紙「兵火」を発行し、全国に2万人の共鳴者を擁して軍部内での牢固たる潜勢力となった。やがて将・佐官級を中心とした桜会に合流した。